# Thilo Töpken
Thilo Töpken (* 27. Februar 1999 in Oldenburg (Oldb)) ist ein deutscher Fußballspieler.

## Karriere
Töpken spielte in seiner Jugend für den VfL Bad Zwischenahn, SV Werder Bremen und Eintracht Braunschweig. Zur Spielzeit 2018/2019 wechselte er aus der U19 zur 2. Mannschaft der Eintracht in die Oberliga Niedersachsen. Nach nur einer Spielzeit zog es ihn dann im Sommer 2019 zum SSV Jeddeloh in die Regionalliga Nord. Anschließend folgte von 2020 bis 2022 mit der Zweitvertretung von Hannover 96 eine weitere Station in der Regionalliga Nord.
Im Juli 2022 schloss sich Töpken dem FC Rot-Weiß Koblenz in der Regionalliga Südwest an. Mit dem Verein stieg er am Ende der Spielzeit ab, aber gewann mit dem Verein den Rheinlandpokal. Töpken erzielte hier in 6 Spielen 5 Treffer, auch den 1:0-Siegtreffer im Finale gegen die TuS Immendorf.
Zur Saison 2023/2024 wechselte er in die Regionalliga West zum SV Rödinghausen. Nach nur einer halben Spielzeit im Januar 2024, trennten sich die Wege von Spieler und Verein wieder. Bis zu diesem Zeitpunkt bestritt Töpken 17 Spiele in der Liga und 2 Partien im Westfalenpokal für Rödinghausen. In der Folge wurde am 25. Januar 2024, sein Wechsel zum Ligakonkurrenten Alemannia Aachen bekannt.
Mit der Alemannia gelang ihm am Ende der Spielzeit 2023/24, die Meisterschaft und somit auch der Aufstieg in die 3. Liga. Am 25. Mai 2024 gewann er mit dem Verein noch den Mittelrheinpokal. Beim 4:2-Finalsieg gegen den Bonner SC erzielte Töpken einen Treffer selbst und legte einen weiteren auf. Sein Debüt in Liga 3 feierte er am 3. August 2024 (1. Spieltag) beim 2:1-Auswärtserfolg über Rot-Weiss Essen. Töpken kam in der 62. Spielminute für Charlison Benschop aufs Feld.
Im Januar 2025 wechselte er zum MSV Duisburg.

## Erfolge
- Rheinlandpokal-Sieger: 2023 (mit dem FC Rot-Weiß Koblenz)
- Mittelrheinpokal-Sieger: 2024 (mit Alemannia Aachen)
- Meister der Regionalliga West und Aufstieg in die 3. Liga: 2023/24 (mit Alemannia Aachen)
- Meister der Regionalliga West und Aufstieg in die 3. Liga: 2024/25 (mit dem MSV Duisburg)